# Franklin-Insel (Antarktika)
Die Franklin-Insel (englisch: Franklin Island) ist eine Insel im antarktischen Rossmeer. Sie ist ungefähr 8 km lang und befindet sich 120 km nördlich der Ross-Insel und 96 km nördlich der Beaufort-Insel sowie nordöstlich des McMurdo-Sunds.
Die Insel ist vulkanischen Ursprungs und im Pliozän entstanden. Gesteinsproben, die auf den unteren 100 Höhenmetern der Insel entnommen wurden, weisen ein Alter von 3,3–3,7 Mio. Jahren auf.
James Clark Ross landete am 27. Januar 1841 auf der Insel und benannte sie nach John Franklin, dem damaligen Gouverneur von Van-Diemens-Land (Tasmanien).
Auf der Insel gibt es eine Brutkolonie des Adeliepinguins (etwa 60.000 Paare), die von BirdLife International als Important Bird Area (AQ190) ausgewiesen wird. Zwischen 1.500 und 5.000 Paare des Kaiserpinguins brüten auf dem Meereis östlich von Bernacchi Head, einem schroffen Kliff am äußersten südlichen Ende der Insel (Important Bird Area AQ189).